# Aripoa silvana
Aripoa silvana är en insektsart som beskrevs av Ronald Gordon Fennah 1945. Aripoa silvana ingår i släktet Aripoa och familjen Tropiduchidae. Inga underarter finns listade i Catalogue of Life.